# Información electrónica para bibliotecas

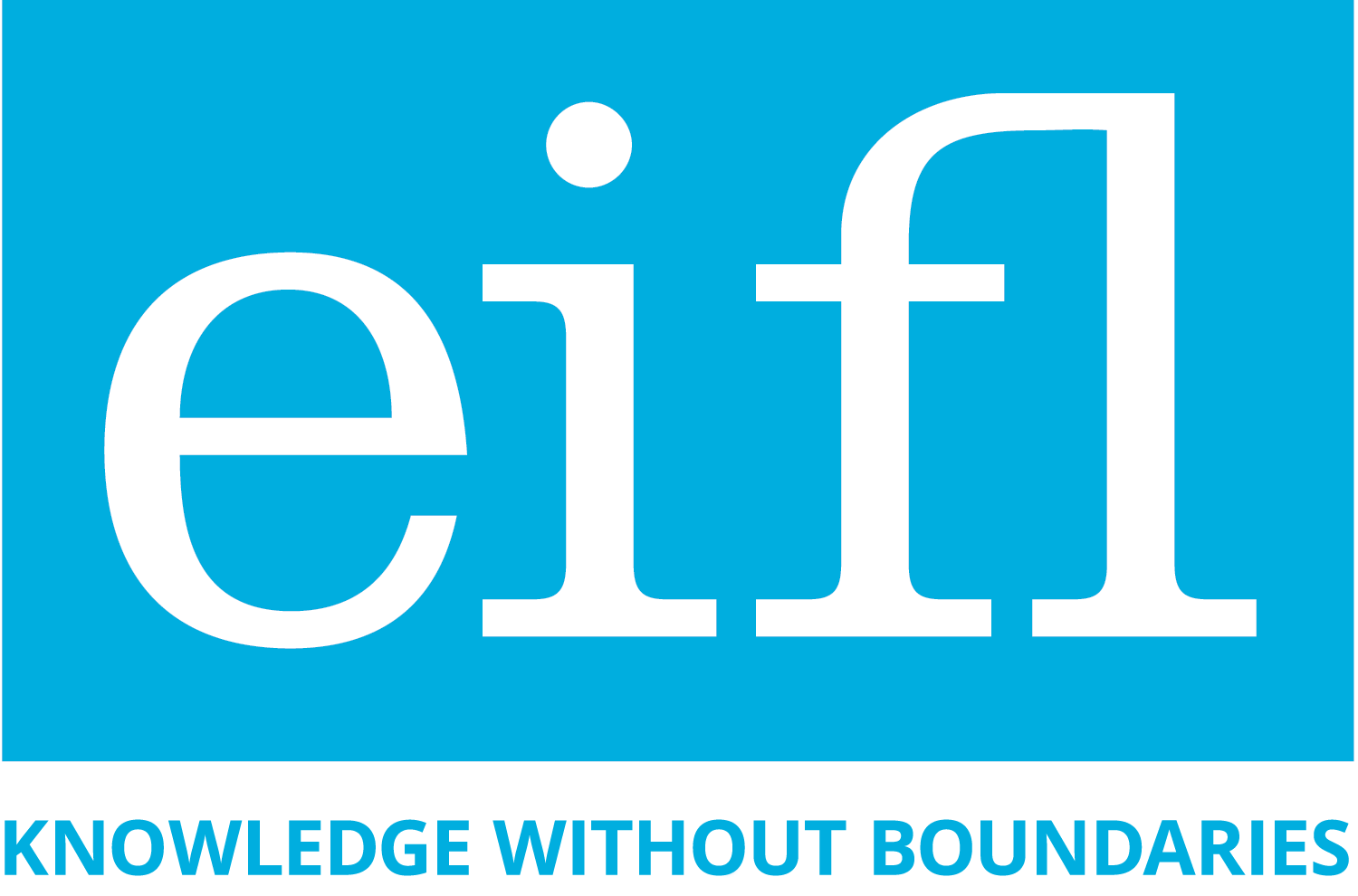
Logo EIFL

Información electrónica para bibliotecas (Electronic Information for Libraries (EIFL) en inglés) trabaja con bibliotecas de todo el mundo para permitir el acceso a la información digital de las personas en países en desarrollo y en transición. Son una organización internacional sin ánimo de lucro con sede en Europa con una red global de socios.
Fundada en 1999, EIFL comenzó por abogar por un acceso asequible a revistas electrónicas comerciales para bibliotecas académicas y de investigación en Europa Central y Oriental.  EIFL ahora se asocia con bibliotecas y consorcios de bibliotecas en más de 60 países en desarrollo y en transición en África, Asia, Europa y América Latina.  Su trabajo se ha ampliado para incluir otros programas que permiten el acceso al conocimiento para la educación, el aprendizaje, la investigación y el desarrollo comunitario.

## Historia
EIFL comenzó como eIFL.net en 1999 como una iniciativa del Instituto de la Sociedad Abierta (OSI por sus sigla en inglés), una fundación privada de concesión de subvenciones que forma parte de la red Fundación Soros durante el tiempo que el editor Frances Pinter fue jefe de su programa editorial internacional.  Reconociendo el papel que desempeñan las bibliotecas en el intercambio de ideas, conocimiento, información y el desarrollo de las sociedades abiertas , OSI invirtió en el desarrollo y la modernización de la biblioteca sobre todo en los países post-socialistas de Europa central y oriental y la antigua Unión Soviética.
Estos países representan mercados emergentes para los proveedores internacionales de información académica.  Sin embargo, las barreras al acceso eran formidables con poco dinero para pagar recursos electrónicos costosos, infraestructuras tecnológicas deficientes, falta de capacidad y poca conciencia de alternativas electrónicas a las suscripciones impresas.  Esto privó a las bibliotecas de la riqueza de las revistas y bases de datos académicos internacionales y de las oportunidades de las tecnologías digitales.
OSI a través de EIFL tenía como objetivo ayudar a las bibliotecas y sus usuarios a lograr el acceso a recursos académicos electrónicos.  EIFL negocia licencias con los editores de recursos electrónicos en nombre de sus miembros.  Como el acceso a material digital basado en Internet puede ampliarse a costo marginal para el proveedor, la idea es aprovechar el poder adquisitivo de clientes "pobres" individualmente y negociar un acuerdo consorcial multinacional con proveedores de información.  EIFL actúa como agente de los consorcios nacionales de bibliotecas, que gestiona la promoción y el uso de los recursos electrónicos a nivel local.  Las bibliotecas y sus usuarios tienen acceso a miles de revistas académicas de texto completo de las artes a la zoología a través de licencias EIFL.
En 2002, EIFL se convirtió en una fundación independiente registrada en los Países Bajos con su sede operacional en Roma, Italia.  EIFL es miembro de la Federación Internacional de Asociaciones de Bibliotecarios y Bibliotecas (IFLA por sus sigla en inglés) y la Coalición Internacional de consorcios creados (ICOLC).

## Enfoque
El enfoque de EIFL es asociarse con bibliotecas organizadas en consorcios de bibliotecas nacionales - grupos de bibliotecas que comparten objetivos comunes - alcanzando con ello de manera efectiva a millones de personas.  Los consorcios incluyen universidades, bibliotecas de investigación y públicas, y otras instituciones.  En EIFL:
- Organizan eventos de capacitación, desarrollan herramientas y recursos, y proveen información sobre temas que afectan el acceso al conocimiento,
- Abogan por el acceso al conocimiento a nivel nacional e internacional,
- Promueven el intercambio de conocimientos a través del aprendizaje entre pares, estudios de casos de mejores prácticas, una conferencia anual de socios y cooperación regional entre consorcios,
- Incuban proyectos piloto para servicios de bibliotecas públicas.

## Los países socios
EIFL trabaja con consorcios de bibliotecas nacionales y bibliotecas públicas en más de 60 países en desarrollo y en transición en África, Asia, Europa y América Latina.  Para ver la lista vaya a www.eifl.net/where-we-work~~V